# Romuli
Romuli (ungarisch Romoly) ist eine Gemeinde im Kreis Bistrița-Năsăud in Rumänien. 

## Lage
Romuli liegt im Norden Siebenbürgens. 19 km nordwestlich befindet sich die nächste Kleinstadt Săliștea de Sus.

## Geschichte
Der erste Name des Dorfes war Strâmba. Diesen Namen erhielt das Dorf von einem Zufluss des Flusses Sălăuța namens Izvorul Strâmbei (Strâmba-Quelle).

## Bevölkerung
In der Gemeinde leben nahezu ausschließlich Rumänen. Bei der Volkszählung von 2002 bekannten sich von den damals 1755 Bewohnern fünf zur ungarischen, zwei zur deutschen und einer zur ukrainischen Nationalität. Im Dorf Romuli selbst lebten 1330 Einwohner, die übrigen 425 im eingemeindeten Ort Dealul Ștefăniței.

## Verkehr
Durch Romuli verläuft die bedeutende Nationalstraße DN17C. Hoch oben am Hang befindet sich der Bahnhof an der Bahnstrecke Salva–Vișeu de Jos. Nach Cluj-Napoca und Sighetu Marmației verkehren täglich drei Busse, nach Bistrița vier Busse.

## Sehenswürdigkeiten
- Naturschutzgebiet „Zăvoaiele Borcutului“, ca. 1 ha groß
- Nationalpark Rodna-Gebirge und touristische Route „Drumul Verde“

## Infrastruktur
Im Dorf gibt es neben vier Kindergärten zwei Schulen. 617 Gebäude werden ausgewiesen.